# Likikere, Davanagere
Likikere là một làng thuộc tehsil Davanagere, huyện Davanagere, bang Karnataka, Ấn Độ.